# بول فالكنبرج
بول فالكنبرج (بالألمانية: Paul Falkenberg)‏ (و. 1848 – 1925 م) هو عالم نبات، وكاتب سيناريو، وأستاذ جامعي من ألمانيا . ولد في برلين. تولى منصب عميد .
وكان عضو في الأكاديمية الألمانية للعلوم ليوبولدينا.
توفي في روستوك ، عن عمر يناهز 77 عاماً.

## التعليم
تعلم في جامعة غوتنغن

## مناصب وهيئات
أدار جامعة غوتنغن، وجامعة روستوك.